# Котовка (Ярославская область)
Кото́вка - деревня в Волжском сельском округе Волжского сельского поселения Рыбинского района Ярославской области .
Деревня расположена на удалении около 1 км к северу от автомобильной дороги Р151 Рыбинск-Тутаев (по правому берегу Волги). Она стоит на обоих берегах реки Яковка в её нижнем течении. Ниже её по реке Яковка стоят деревни Левино-Волжское, на левом берегу, а напротив неё, на правом берегу Яковки, Степановское. В направлении на запад на расстоянии около 1 км крупный посёлок Ермаково, центр поселения .  
На 1 января 2007 года в деревне числилось 2 постоянных жителя . Почтовое отделение Ермаково-Первое обслуживает в деревне 25 домов .